# Saison 7 de Doctor Who - Épisodes Spéciaux
Chronologie
Saison 7 Saison 8
Cet article présente les épisodes spéciaux faisant suite à la septième saison de la seconde série télévisée Doctor Who.
En plus du traditionnel épisode de Noël diffusé le 25 décembre 2013, une caractéristique de la série relancée depuis 2005, il y a également un épisode spécial célébrant le 50e Anniversaire du programme diffusé le 23 novembre 2013, tous deux diffusés sur BBC One.

## Synopsis
Le Docteur, accompagné de Clara, sent que son heure approche et qu'il va bientôt partir, il va, alors, devoir s'allier à lui-même pour sauver sa planète (Le Jour du Docteur). Cependant, un message étrange semble se propager à travers l'espace, et le Docteur va devoir protéger Trenzalore mais à quel prix ? (L'Heure du Docteur)

## Distribution

### Acteurs Principaux
- Matt Smith : Onzième Docteur
- Jenna Coleman : Clara Oswald
- David Tennant : Dixième Docteur (Spécial 50 ans)
- John Hurt : Docteur de la Guerre (Spécial 50 ans)
- Peter Capaldi : Douzième Docteur (Spécial Noël 2013)
- Karen Gillan : Amy Pond (Spécial Noël 2013)

### Acteurs récurrents
- Jemma Redgrave : Kate Stewart (Spécial 50 ans)
- Ingrid Oliver : Petronella Osgood (Spécial 50 ans)
- Billie Piper : Le Moment (Spécial 50 ans)
- Ken Bones : Le Général (Spécial 50 ans)
- Joanna Page : Élisabeth Ire (Spécial 50 ans)
- Tom Baker : Le Conservateur (Spécial 50 ans)
- James Buller : Père de Clara (Spécial Noël 2013)
- Sheila Reid : La grand-mère de Clara (Spécial Noël 2013)
- Kayvan Novak : Voix de Cafetière (Spécial Noël 2013)
- Nicholas Briggs : Voix des Cybermen/Daleks (Spécial Noël 2013)
- Ross Mullan : Silence (Spécial Noël 2013)
- Dan Starkey : Sontarien (Spécial Noël 2013)
- Sarah Madison : Ange pleureur (Spécial Noël 2013)

## Production
Le tournage du spécial Le Jour du Docteur a débuté en avril 2013 et la production de l'épisode de Noël, L'Heure du Docteur, a débuté en septembre 2013. Deux épisodes supplémentaires ont également été filmés parallèlement aux spéciaux, The Night of the Doctor et The Last Day ont tous deux été produits en tant que minisodes d'introduction pour le spécial 50e Anniversaire et ont été mis en ligne quelques jours avant la diffusion du spécial. Les deux épisodes spéciaux ont été initialement vendu dans des ensembles de DVDs séparés, avant d'être disponible ensemble aux côtés des minisodes dans un coffret collector.
Les deux épisodes mettaient en vedette Matt Smith dans le rôle du Onzième Docteur et Jenna Coleman dans le rôle de Clara Oswald. L'épisode spécial du 50e Anniversaire, Le Jour du Docteur, mettait également en vedette David Tennant, Billie Piper et John Hurt. L'Heure du Docteur a vu le départ de Matt Smith de la série et l'introduction de Peter Capaldi dans le rôle du Douzième Docteur.
Réalisation
| Block | Épisode(s)                             | Réalisateur.trice | Scénariste(s) | Producteur.trice |
| ----- | -------------------------------------- | ----------------- | ------------- | ---------------- |
| 1     | Le Jour du Docteur (Spécial 50 ans)    | Nick Hurran       | Steven Moffat | Marcus Wilson    |
| 2     | L'Heure du Docteur (Spécial Noël 2013) | Jamie Payne       | Steven Moffat | Marcus Wilson    |

## Diffusion

### Résumé des épisodes
Le Jour du Docteur présente le retour des Zygons pour la première fois depuis La Terreur des Zygons en 1975. L'Heure du Docteur rassemble un certain nombre d'intrigues qui ont traversé la série depuis le premier épisode du Onzième Docteur en 2010.
| N° Hist. | N° Ep. | Titre              | Réalisé par | Écrit par     | Diffusion originale | Diffusion française | Audience |
| --- | ------ | ------------------ | ----------- | ------------- | ------------------- | ------------------- | -------- |
| 240 | 1      | Le Jour du Docteur | Nick Hurran | Steven Moffat | 23 novembre 2013    | 23 novembre 2013    | 12.80    |
| Le Onzième Docteur et Clara sont appelés par UNIT pour enquêter sur de mystérieuses peintures tridimensionnelles, dont une représentant la dernière grande Guerre du Temps de Gallifrey. Pendant cette guerre, le Docteur de la Guerre, une incarnation jusqu'alors inconnue du Docteur, prévoit d'utiliser une ancienne arme interdite appelée "Le Moment" pour mettre fin à la guerre en cours entre les Seigneurs du Temps et les Daleks. Le Moment, connaissant les désastres que son utilisation provoquera, montre au Docteur de la Guerre comment son utilisation l'affectera en l'unissant au Onzième Docteur, ainsi qu'au Dixième Docteur. Ensemble, les trois Docteurs sont capables de mettre fin à une invasion de Zygon en instaurant la paix entre les Zygons et les humains. Même si les Docteurs envisagent toujours d'utiliser le Moment, Clara les convainc d'essayer une autre façon de mettre fin à la guerre. S'unissant à toutes leurs incarnations précédentes et futures, les Docteurs utilisent leurs TARDIS pour piéger Gallifrey dans un univers de poche. Par la suite, le Dixième Docteur et le Docteur de la Guerre retournent à leur époque, le Docteur de la Guerre se régénérant en Neuvième Docteur, et le Onzième Docteur apprend par le Conservateur mystérieux mais très familier que sa mission est de retrouver Gallifrey, ce que le Docteur promet de faire. |        |                    |             |               |                     |                     |          |
| 241 | 2      | L'Heure du Docteur | Jamie Payne | Steven Moffat | 25 décembre 2013    | 22 mars 2014        | 11.14    |
| Un message résonnant à travers le temps et l'espace émane du petit village de Noël sur la planète Trenzalore, où une prophétie déclare que le Docteur passera la dernière de ses années. Avec l'aide du Complexe Papal, le Docteur et Clara se rendent au village et découvrent que le message est envoyé depuis Gallifrey par les Seigneur du Temps. Renvoyant Clara chez elle, il passe des centaines d'années à combattre et à défendre Trenzalore contre des hordes d'extraterrestres déterminés à empêcher le retour des Seigneur du Temps. Clara revient et découvre que les Daleks sont les derniers extraterrestres restants et que le Docteur s'est battu pendant si longtemps, sans régénérations restantes, qu'il est sur le point de mourir de vieillesse. Alors que le Docteur fait face à son dernier combat, Clara convainc les Seigneurs du Temps de donner au Docteur un nouveau cycle de régénération. Le Docteur commence à se régénérer, détruisant les Daleks et mettant fin à la guerre. Clara retourne au TARDIS pour trouver un Docteur rajeuni sur le point de terminer sa régénération. Après avoir juré de se souvenir des incarnations qu'il était et avoir visualisé un dernier adieu de la part de Amy Pond, il se régénère finalement en Douzième Docteur, alors que le TARDIS commence soudainement à s'écraser.                                                     |        |                    |             |               |                     |                     |          |

### Épisodes supplémentaires
| Titre | Réalisé par | Écrit par     | Diffusion originale |
| --- | ----------- | ------------- | ------------------- |
| The Night of the Doctor | John Haynes | Steven Moffat | 14 novembre 2013    |
| Le Huitième Docteur est contraint de rejoindre le conflit de la dernière grande Guerre du Temps par les sœurs de Karn. Il est tué alors qu'il tentait de sauver une femme touchée par la guerre, les sœurs le réanime pour qu'il puisse se régénérer, lui permettant de choisir sa prochaine forme, un guerrier qui doit faire le sacrifice le plus sombre de sa vie pour renaître. |             |               |                     |
| The Last Day | Jamie Payne | Steven Moffat | 25 décembre 2013    |
| Un soldat de Gallifrey défend la ville d'Arcadia, subissant une initiation grâce à l'utilisation d'une caméra frontale. Au milieu de son entraînement, l'impossible se produit lorsque les Daleks arrivent. |             |               |                     |

### Spécial 50 ans:Le Jour du Docteur
- Royaume-Uni /  France /  Québec : 23 novembre 2013 sur BBC One / France 4 / Ztélé

- Royaume-Uni : 10,2 millions de téléspectateurs[3]
- France : 720 000 téléspectateurs[3]

- David Tennant
- John Hurt
- Billie Piper

### Spécial Noël:L'Heure du Docteur
- Royaume-Uni : 25 décembre 2013 sur BBC One
- France : 22 mars 2014 sur France 4

- Karen Gillan

### Bonus50eAnniversaire

#### An Adventure in Space and Time
En plus de l'épisode du 50e anniversaire mettant en vedette Matt Smith et David Tennant, un documentaire a été produit pour célébrer le demi-siècle de Doctor Who. An Adventure in Space and Tme, écrit par Mark Gatiss, était un long métrage docu-drama détaillant la conception et la production initiale de Doctor Who. Il mettait en vedette David Bradley dans le rôle de William Hartnell et Reece Shearsmith dans le rôle de Patrick Troughton. Matt Smith fait une apparition dans son rôle de Onzième Docteur. Lors d'une réédition en 2023, le Quinzième Docteur, Ncuti Gatwa, fait aussi une apparition dans son rôle à la place du Onzième Docteur.

#### The Five(ish) Doctors Reboot
En complément du spécial Le Jour du Docteur, Peter Davison a écrit et réalisé une parodie de 30 minutes intitulée The Five(ish) Doctors Reboot mettant en vedette lui-même, Colin Baker et Sylvester McCoy tentant de gagner des rôles dans l'épisode du 50e Anniversaire. Produit au milieu de l'année 2013, le court-métrage est devenu concret pour la première fois lorsque des images des trois acteurs organisant une « manifestation » devant le centre de télévision de la BBC ont été publiées. En plus de Peter Davison, Colin Baker et Sylvester McCoy, le film mettait en vedette de nombreuses personnes liées à Doctor Who, dont Paul McGann, David Tennant, Matt Smith, Steven Moffat, Russell T Davies et John Barrowman, avec les enfants de David et Georgia Tennant qui sont également invités. Georgia est la fille de l'acteur du Cinquième Docteur, Peter Davison, et a joué Jenny, la fille clone du Docteur, dans l'épisode La Fille du Docteur sous son nom de jeune fille "Moffett".

#### Autres productions télévisées
Le Jour du Docteur constituait la pièce maîtresse des célébrations, qui comprenaient des programmes sur toutes les plateformes de la BBC, y compris An Adventure in Space and Time, une émission culturelle spéciale intitulée Me, You and Doctor Who présentée par Matthew Sweet qui explore la signification culturelle plus large de la série. CBBC a diffusé une émission intitulée 12 Again dans laquelle les stars passées et présentes de la série ont raconté leurs souvenirs, le professeur Brian Cox a donné une conférence télévisée sur la science de Doctor Who, et BBC Three a également consacré un week-end aux monstres et aux méchants en montrant Doctor Who: The Ultimate Guide. La BBC a également annoncé son intention de montrer une copie récemment restaurée de la première histoire de la série nommé An Unearthly Child. L'annonce du titre a également été suivie de la sortie de la première affiche officielle du spécial,.
Le British Film Institute a organisé une célébration sur un an pour le 50e Anniversaire avec des projections mensuelles d'histoires de chaque Docteur, culminant en novembre avec des projections du spécial Le Jour du Docteur et de An Adventure in Space and Time.
| The Doctors Revisited | The Doctors Revisited                                                  | The Doctors Revisited | The Doctors Revisited | Diffusions BFI                                                     | Diffusions BFI     |
| Docteur(s)            | Histoire(s)                                                            | Date(s) USA           | Dates(s) UK           | Serial                                                             | Dates de Diffusion |
| --------------------- | ---------------------------------------------------------------------- | --------------------- | --------------------- | ------------------------------------------------------------------ | ------------------ |
| Premier               | The Aztecs (1964) (Saison 1)                                           | 27 janvier            | 12 octobre            | An Unearthly Child (1963) (Saison 1)                               | 12 janvier         |
| Deuxième              | The Tomb of the Cybermen (1967) (Saison 5)                             | 24 février            | 13 octobre            | The Tomb of the Cybermen (1967) (Saison 5)                         | 9 février          |
| Troisième             | Spearhead from Space (1970) (Saison 7)                                 | 31 mars               | 19 octobre            | The Mind of Evil (1971) (Saison 8)                                 | 10 mars            |
| Quatrième             | Pyramids of Mars (1975) (Saison 13)                                    | 28 avril              | 20 octobre            | The Robots of Death (1977) (Saison 14)                             | 20 avril           |
| Cinquième             | Earthshock (1982) (Saison 19)                                          | 26 mai                | 26 octobre            | The Caves of Androzani (1984) (Saison 21)                          | 4 mai              |
| Sixième               | Vengeance on Varos (1985) (Saison 22)                                  | 29 juin               | 27 octobre            | The Two Doctors (1985) (Saison 22)                                 | 15 juin            |
| Septième              | Remembrance of the Daleks (1988) (Saison 25)                           | 27 juillet            | NC                    | Remembrance of the Daleks (1988) (Saison 25)                       | 27 juillet         |
| Septième              | Battlefield (1989) (Saison 26)                                         | NC                    | 2 novembre            | Remembrance of the Daleks (1988) (Saison 25)                       | 27 juillet         |
| Huitième              | Le Seigneurs du Temps (1996)                                           | 31 août               | 3 novembre            | Le Seigneurs du Temps (1996)                                       | 5 octobre          |
| Neuvième              | Le Grand Méchant Loup / À la croisée des chemins (2005) (Saison 1)     | 29 septembre          | 9 novembre            | Le Grand Méchant Loup / À la croisée des chemins (2005) (Saison 1) | 24 août            |
| Dixième               | La Terre volée / La Fin du voyage (2008) (Saison 4)                    | 27 octobre            | NC                    | La Terre volée / La Fin du voyage (2008) (Saison 4)                | 29 septembre       |
| Dixième               | Bibliothèque des ombres, première et deuxième partie (2008) (Saison 4) | NC                    | 10 novembre           | La Terre volée / La Fin du voyage (2008) (Saison 4)                | 29 septembre       |
| Onzième               | L'impossible Astronaute, première et deuxième partie (2011) (Saison 6) | 24 novembre           | 16 novembre           | Le Prisonnier zéro (2010) (Saison 5)                               | 8 décembre         |
| Onzième               | L'impossible Astronaute, première et deuxième partie (2011) (Saison 6) | 24 novembre           | 16 novembre           | Le Nom du Docteur (2013) (Saison 7B)                               | 8 décembre         |

#### Radio et audio
BBC Radio 2 a diffusé un certain nombre d'émissions spéciales pour commémorer la série, notamment un documentaire de 90 minutes intitulé Who is the Doctor?, un segment d'une demi-heure animé par David Quantick et intitulé The Blagger's Guide to Doctor Who, et l'émission en direct du samedi de Graham Norton a été diffusée lors de l'événement Doctor Who Celebration à l'ExCel. BBC Radio 1 s'est penchée sur le phénomène du Time Lord Rock, un style musical dérivé de la musique de l'émission, tandis que BBC Radio 4 Extra a diffusé une émission spéciale de trois heures intitulée Who Made Who, qui discutait du monde qui a inspiré la série.
En octobre, Big Finish Productions a publié un audio spécial pour le 50e anniversaire mettant en vedette les Docteurs du Quatrième au Huitième intitulé The Light at the End.

### Médias domestiques
Le Jour du Docteur est sorti en DVD et Blu-ray seul le 2 décembre 2013 au Royaume-Uni, le 4 décembre en Australie et le 10 décembre aux États-Unis. An Adventure in Space and Time sorti en DVD le 2 décembre au Royaume-Uni et le 11 décembre en Australie, et en combo DVD/Blu-ray aux États-Unis le 27 mai 2014. L'Heure du Docteur est sorti sur DVD et Blu-ray le 20 janvier 2014 au Royaume-Uni, le 22 janvier en Australie et le 4 mars aux États-Unis. Un coffret complet est sorti le 8 septembre 2014 au Royaume-Uni et le 10 septembre en Australie sur DVD et Blu-ray.
- (D) indique une sortie DVD pour une date spécifique
- (B) indique une sortie Blu-ray
- (D,B) indique une sortie DVD et Blu-ray en simultané
- (D,3D) indique une sortie DVD et Blu-ray 3D (Blu-ray inclus) en simultané

| Saisons                        | N° Hist.           | Titres des Épisodes | Nombres et durées des épisodes                                                                             | Date de sortie - Zone R2 | Date de sortie - Zone R4 | Date de sortie - Zone R1                 |
| ------------------------------ | ------------------ | --- | --- | ------------------------ | ------------------------ | ---------------------------------------- |
| 2013 specials                  | 240                | Doctor Who : Le Jour du Docteur The Night of the Doctor The Last Day | 1 × 77 min. 1 × 7 min. 1 × 3 min.                                                                          | 2 décembre 2013 (D,3D)   | 4 décembre 2013 (D,B)    | 10 décembre 2013 (D,B)                   |
| 2013 specials                  | 213, 225, 231, 241 | Doctor Who : L'Heure du Docteur & Spécials Noël du Onzième Docteur L'Heure du Docteur Le Fantôme des Noëls passés Le Docteur, la Veuve et la Forêt de Noël La Dame de glace                                                                                      | 4 × 60 min.                                                                                                | 20 janvier 2014 (D,B)    | 22 janvier 2014 (D,B)    | —                                        |
| 2013 specials                  | 241                | Doctor Who : L'Heure du Docteur | 1 × 60 min.                                                                                                | —                        | —                        | 4 mars 2014 (D,B)                        |
| 2013 specials                  | 239 – 241          | Doctor Who : 50th Anniversary Collector's Edition Le Nom du Docteur Le Jour du Docteur L'Heure du Docteur The Night of the Doctor The Last Day An Adventure in Space and Time The Five(ish) Doctors Reboot Doctor Who: The Ultimate Guide Doctor Who Prom (2013) | 1 × 45 min. 1 × 77 min. 1 × 60 min. 1 × 7 min. 1 × 3 min. 1 × 90 min. 1 × 30 min. 1 × 120 min. 1 × 70 min. | 8 septembre 2014 (D,B)   | 10 September 2014 (D,B)  | —                                        |
| Series 5, 6, 7 & 2013 Specials | 203 – 241          | Doctor Who: The Complete Matt Smith Years | 30 × 45 min. 7 × 50 min. 1 × 55 min. 4 × 60 min. 1 × 65 min. 1 × 77 min.                                   | —                        | —                        | 4 novembre 2014 (B) / 2 octobre 2018 (D) |

## Sur papier
| Saison          | N° Hist. | Titre de la Novélisation | Auteur        | Éditeur original              | Date de Publication sur papier | Date de Publication en audio |
| --------------- | -------- | ------------------------ | ------------- | ----------------------------- | ------------------------------ | ---------------------------- |
| Specials (2013) | 240      | The Day of the Doctor    | Steven Moffat | BBC Books (Collection Target) | 5 avril 2018                   | 7 juin 2018                  |